# 7号族
ロード・ダーシーズ・ブラックレッグド・ロイヤル・メア（Lord D'Arcy's Blacklegged Royal Mare、18世紀初頭）はアン女王の時代にハンプトンコート王室牧場にいた牝馬で、サラブレッドの始祖の1頭である。この馬の牝系（母系）子孫のことをファミリーナンバーでは7号族（Family 7）と呼ぶ。13号族の分枝と考えられてきたがmtDNAは一致していない（ハプロタイプは2号族と同じD3系統）。
代表馬はウェストオーストラリアン、ドノヴァン、パーシモン・ダイヤモンドジュビリー、フライングフォックス、ファーウェル、ロックフェル、ダンジグ、ランドなど。
日本では小岩井農場の基礎輸入牝馬の一頭であるアストニシメントとその子孫（クリフジ、ヤマトキヨウダイ、トロットスター、メジロデュレン・メジロマックイーン）、ケイティーズ一族（ヒシアマゾン、スリープレスナイト、アドマイヤムーン、エフフォーリア）、クインナルビー一族（オグリキャップ・オグリローマン、キョウエイマーチ、マルシュロレーヌ）、ダンシングキイ一族（ダンスパートナー・ダンスインザダーク・ダンスインザムード、カムニャック）、クライムカイザー、カツトップエース等。他に華麗なる一族もこの牝系の分枝である。

## 牝系図
- Lord D'Arcy's Blacklegged Royal Mare（Blacklegs） -- F-No.7
  - Lord Oxford's Dun Arabian Mare（Lord Oxford's Dun Arabian）
    - Miss Slamerkin（1729, Young True Blue）
      - Duchess（1748, Whitenose）
        - Pyrrha（1771, Matchem）
          - Young Marske Mare（1786, Young Marske）
            - Phoenomenon Mare（1796, Phoenomenon）
              - Pipator Mare（1799, Pipator）
                - Grandiflora（1810, Sir Harry Dimsdale）
                  - Bessy（1815, Young Gouty）
                    - Myrrha（1831, Malek）
                      - Ellen Middleton（1846, Bay Middleton）
                        - Teterrima（1859, Voltigeur）
                          - La Belle Helene（1866, St. Albans）
                            - Hermione（1875, Young Melbourne） -- F-No.7-f

          - Beatrice（1791, Sir Peter Teazle）
            - Vicissitude（1800, Pipator） -- F-No.7-a
              - Gibside Fairy（1811, Hermes）
                - Maria（1827, Whisker）
                  - Extempore（1840, Emilius）
                    - Jeu d'Esprit（1852, Flatcatcher） -- F-No.7-d
                      - Jeu des Mots（1861, King Tom） -- F-No.7-e

                - Caroline（1828, Whisker） -- F-No.7-b
                - Maid of Lune（1831, Whisker） -- F-No.7-c